# Список астероїдів (116901—117000)
| Назва                          | Тимчасове позначення | Дата відкриття  | Місце відкриття             | Відкривач                   |
| ------------------------------ | -------------------- | --------------- | --------------------------- | --------------------------- |
| (116901) 2004 FX147            | 2004 FX147           | 16 березня 2004 | Обсерваторія Кітт-Пік       | Spacewatch                  |
| (116902) 2004 FR160            | 2004 FR160           | 18 березня 2004 | Сокорро (Нью-Мексико)       | LINEAR                      |
| 116903 Жеромапт (Jeromeapt)    | 2004 GW              | 11 квітня 2004  | Обсерваторія Столова Гора   | Дж. Янґ                     |
| (116904) 2004 GB1              | 2004 GB1             | 8 квітня 2004   | Паломарська обсерваторія    | NEAT                        |
| (116905) 2004 GE1              | 2004 GE1             | 9 квітня 2004   | Паломарська обсерваторія    | NEAT                        |
| (116906) 2004 GV1              | 2004 GV1             | 11 квітня 2004  | Каталінський огляд          | Каталінський огляд          |
| (116907) 2004 GF2              | 2004 GF2             | 10 квітня 2004  | Обсерваторія Ріді-Крик      | Джон Бротон                 |
| (116908) 2004 GT2              | 2004 GT2             | 12 квітня 2004  | Сокорро (Нью-Мексико)       | LINEAR                      |
| (116909) 2004 GG3              | 2004 GG3             | 9 квітня 2004   | Обсерваторія Сайдинг-Спрінг | Обсерваторія Сайдинг-Спрінг |
| (116910) 2004 GR9              | 2004 GR9             | 10 квітня 2004  | Паломарська обсерваторія    | NEAT                        |
| (116911) 2004 GY10             | 2004 GY10            | 8 квітня 2004   | Паломарська обсерваторія    | NEAT                        |
| (116912) 2004 GF11             | 2004 GF11            | 12 квітня 2004  | Обсерваторія Сайдинг-Спрінг | Обсерваторія Сайдинг-Спрінг |
| (116913) 2004 GP12             | 2004 GP12            | 11 квітня 2004  | Паломарська обсерваторія    | NEAT                        |
| (116914) 2004 GB14             | 2004 GB14            | 13 квітня 2004  | Каталінський огляд          | Каталінський огляд          |
| (116915) 2004 GG14             | 2004 GG14            | 13 квітня 2004  | Каталінський огляд          | Каталінський огляд          |
| (116916) 2004 GD15             | 2004 GD15            | 12 квітня 2004  | Каталінський огляд          | Каталінський огляд          |
| (116917) 2004 GZ15             | 2004 GZ15            | 9 квітня 2004   | Обсерваторія Сайдинг-Спрінг | Обсерваторія Сайдинг-Спрінг |
| (116918) 2004 GB17             | 2004 GB17            | 10 квітня 2004  | Паломарська обсерваторія    | NEAT                        |
| (116919) 2004 GZ22             | 2004 GZ22            | 12 квітня 2004  | Станція Андерсон-Меса       | LONEOS                      |
| (116920) 2004 GW23             | 2004 GW23            | 13 квітня 2004  | Каталінський огляд          | Каталінський огляд          |
| (116921) 2004 GA24             | 2004 GA24            | 13 квітня 2004  | Каталінський огляд          | Каталінський огляд          |
| (116922) 2004 GS24             | 2004 GS24            | 13 квітня 2004  | Обсерваторія Кітт-Пік       | Spacewatch                  |
| (116923) 2004 GK26             | 2004 GK26            | 14 квітня 2004  | Станція Андерсон-Меса       | LONEOS                      |
| (116924) 2004 GL26             | 2004 GL26            | 14 квітня 2004  | Станція Андерсон-Меса       | LONEOS                      |
| (116925) 2004 GR26             | 2004 GR26            | 14 квітня 2004  | Станція Андерсон-Меса       | LONEOS                      |
| (116926) 2004 GY26             | 2004 GY26            | 14 квітня 2004  | Станція Андерсон-Меса       | LONEOS                      |
| (116927) 2004 GA27             | 2004 GA27            | 14 квітня 2004  | Паломарська обсерваторія    | NEAT                        |
| (116928) 2004 GL27             | 2004 GL27            | 15 квітня 2004  | Каталінський огляд          | Каталінський огляд          |
| (116929) 2004 GO27             | 2004 GO27            | 15 квітня 2004  | Паломарська обсерваторія    | NEAT                        |
| (116930) 2004 GE29             | 2004 GE29            | 11 квітня 2004  | Каталінський огляд          | Каталінський огляд          |
| (116931) 2004 GS29             | 2004 GS29            | 12 квітня 2004  | Паломарська обсерваторія    | NEAT                        |
| (116932) 2004 GT29             | 2004 GT29            | 12 квітня 2004  | Паломарська обсерваторія    | NEAT                        |
| (116933) 2004 GH30             | 2004 GH30            | 12 квітня 2004  | Паломарська обсерваторія    | NEAT                        |
| (116934) 2004 GF31             | 2004 GF31            | 13 квітня 2004  | Паломарська обсерваторія    | NEAT                        |
| (116935) 2004 GA36             | 2004 GA36            | 13 квітня 2004  | Паломарська обсерваторія    | NEAT                        |
| (116936) 2004 GA38             | 2004 GA38            | 14 квітня 2004  | Паломарська обсерваторія    | NEAT                        |
| (116937) 2004 GP38             | 2004 GP38            | 15 квітня 2004  | Каталінський огляд          | Каталінський огляд          |
| (116938) 2004 GS38             | 2004 GS38            | 15 квітня 2004  | Каталінський огляд          | Каталінський огляд          |
| 116939 Джонстюарт (Jonstewart) | 2004 GG39            | 15 квітня 2004  | Каталінський огляд          | Каталінський огляд          |
| (116940) 2004 GX39             | 2004 GX39            | 15 квітня 2004  | Обсерваторія Сайдинг-Спрінг | Обсерваторія Сайдинг-Спрінг |
| (116941) 2004 GE40             | 2004 GE40            | 11 квітня 2004  | Паломарська обсерваторія    | NEAT                        |
| (116942) 2004 GG41             | 2004 GG41            | 12 квітня 2004  | Обсерваторія Сайдинг-Спрінг | Обсерваторія Сайдинг-Спрінг |
| (116943) 2004 GV42             | 2004 GV42            | 15 квітня 2004  | Сокорро (Нью-Мексико)       | LINEAR                      |
| (116944) 2004 GK44             | 2004 GK44            | 12 квітня 2004  | Обсерваторія Кітт-Пік       | Spacewatch                  |
| (116945) 2004 GL45             | 2004 GL45            | 12 квітня 2004  | Обсерваторія Кітт-Пік       | Spacewatch                  |
| (116946) 2004 GT45             | 2004 GT45            | 12 квітня 2004  | Обсерваторія Кітт-Пік       | Spacewatch                  |
| (116947) 2004 GH66             | 2004 GH66            | 13 квітня 2004  | Обсерваторія Кітт-Пік       | Spacewatch                  |
| (116948) 2004 GH71             | 2004 GH71            | 13 квітня 2004  | Паломарська обсерваторія    | NEAT                        |
| (116949) 2004 GA74             | 2004 GA74            | 11 квітня 2004  | Каталінський огляд          | Каталінський огляд          |
| (116950) 2004 GL75             | 2004 GL75            | 15 квітня 2004  | Сокорро (Нью-Мексико)       | LINEAR                      |
| (116951) 2004 GN76             | 2004 GN76            | 15 квітня 2004  | Сокорро (Нью-Мексико)       | LINEAR                      |
| (116952) 2004 GP76             | 2004 GP76            | 15 квітня 2004  | Сокорро (Нью-Мексико)       | LINEAR                      |
| (116953) 2004 GA78             | 2004 GA78            | 15 квітня 2004  | Обсерваторія Сайдинг-Спрінг | Обсерваторія Сайдинг-Спрінг |
| (116954) 2004 HS1              | 2004 HS1             | 20 квітня 2004  | Обсерваторія Дезерт-Іґл     | Вільям Йон                  |
| (116955) 2004 HK2              | 2004 HK2             | 16 квітня 2004  | Обсерваторія Кітт-Пік       | Spacewatch                  |
| (116956) 2004 HG3              | 2004 HG3             | 16 квітня 2004  | Станція Андерсон-Меса       | LONEOS                      |
| (116957) 2004 HL3              | 2004 HL3             | 16 квітня 2004  | Паломарська обсерваторія    | NEAT                        |
| (116958) 2004 HZ3              | 2004 HZ3             | 17 квітня 2004  | Сокорро (Нью-Мексико)       | LINEAR                      |
| (116959) 2004 HB6              | 2004 HB6             | 17 квітня 2004  | Сокорро (Нью-Мексико)       | LINEAR                      |
| (116960) 2004 HD6              | 2004 HD6             | 17 квітня 2004  | Сокорро (Нью-Мексико)       | LINEAR                      |
| (116961) 2004 HH6              | 2004 HH6             | 17 квітня 2004  | Сокорро (Нью-Мексико)       | LINEAR                      |
| (116962) 2004 HE7              | 2004 HE7             | 17 квітня 2004  | Сокорро (Нью-Мексико)       | LINEAR                      |
| (116963) 2004 HC8              | 2004 HC8             | 16 квітня 2004  | Обсерваторія Кітт-Пік       | Spacewatch                  |
| (116964) 2004 HD8              | 2004 HD8             | 16 квітня 2004  | Сокорро (Нью-Мексико)       | LINEAR                      |
| (116965) 2004 HB9              | 2004 HB9             | 16 квітня 2004  | Паломарська обсерваторія    | NEAT                        |
| (116966) 2004 HH10             | 2004 HH10            | 17 квітня 2004  | Сокорро (Нью-Мексико)       | LINEAR                      |
| (116967) 2004 HO10             | 2004 HO10            | 17 квітня 2004  | Сокорро (Нью-Мексико)       | LINEAR                      |
| (116968) 2004 HJ11             | 2004 HJ11            | 19 квітня 2004  | Сокорро (Нью-Мексико)       | LINEAR                      |
| (116969) 2004 HZ11             | 2004 HZ11            | 19 квітня 2004  | Сокорро (Нью-Мексико)       | LINEAR                      |
| (116970) 2004 HJ15             | 2004 HJ15            | 16 квітня 2004  | Обсерваторія Кітт-Пік       | Spacewatch                  |
| (116971) 2004 HH16             | 2004 HH16            | 17 квітня 2004  | Сокорро (Нью-Мексико)       | LINEAR                      |
| (116972) 2004 HZ16             | 2004 HZ16            | 16 квітня 2004  | Сокорро (Нью-Мексико)       | LINEAR                      |
| (116973) 2004 HZ17             | 2004 HZ17            | 17 квітня 2004  | Сокорро (Нью-Мексико)       | LINEAR                      |
| (116974) 2004 HQ18             | 2004 HQ18            | 17 квітня 2004  | Паломарська обсерваторія    | NEAT                        |
| (116975) 2004 HC25             | 2004 HC25            | 19 квітня 2004  | Сокорро (Нью-Мексико)       | LINEAR                      |
| (116976) 2004 HH26             | 2004 HH26            | 19 квітня 2004  | Сокорро (Нью-Мексико)       | LINEAR                      |
| (116977) 2004 HO27             | 2004 HO27            | 20 квітня 2004  | Сокорро (Нью-Мексико)       | LINEAR                      |
| (116978) 2004 HK28             | 2004 HK28            | 20 квітня 2004  | Сокорро (Нью-Мексико)       | LINEAR                      |
| (116979) 2004 HY28             | 2004 HY28            | 20 квітня 2004  | Сокорро (Нью-Мексико)       | LINEAR                      |
| (116980) 2004 HD29             | 2004 HD29            | 21 квітня 2004  | Обсерваторія Кітт-Пік       | Spacewatch                  |
| (116981) 2004 HP30             | 2004 HP30            | 21 квітня 2004  | Сокорро (Нью-Мексико)       | LINEAR                      |
| (116982) 2004 HU30             | 2004 HU30            | 17 квітня 2004  | Сокорро (Нью-Мексико)       | LINEAR                      |
| (116983) 2004 HT33             | 2004 HT33            | 16 квітня 2004  | Сокорро (Нью-Мексико)       | LINEAR                      |
| (116984) 2004 HW33             | 2004 HW33            | 16 квітня 2004  | Сокорро (Нью-Мексико)       | LINEAR                      |
| (116985) 2004 HY33             | 2004 HY33            | 16 квітня 2004  | Сокорро (Нью-Мексико)       | LINEAR                      |
| (116986) 2004 HC34             | 2004 HC34            | 16 квітня 2004  | Паломарська обсерваторія    | NEAT                        |
| (116987) 2004 HF34             | 2004 HF34            | 16 квітня 2004  | Паломарська обсерваторія    | NEAT                        |
| (116988) 2004 HM34             | 2004 HM34            | 17 квітня 2004  | Сокорро (Нью-Мексико)       | LINEAR                      |
| (116989) 2004 HW42             | 2004 HW42            | 20 квітня 2004  | Сокорро (Нью-Мексико)       | LINEAR                      |
| (116990) 2004 HT44             | 2004 HT44            | 21 квітня 2004  | Сокорро (Нью-Мексико)       | LINEAR                      |
| (116991) 2004 HK45             | 2004 HK45            | 21 квітня 2004  | Сокорро (Нью-Мексико)       | LINEAR                      |
| (116992) 2004 HS45             | 2004 HS45            | 21 квітня 2004  | Сокорро (Нью-Мексико)       | LINEAR                      |
| (116993) 2004 HZ45             | 2004 HZ45            | 21 квітня 2004  | Обсерваторія Сайдинг-Спрінг | Обсерваторія Сайдинг-Спрінг |
| (116994) 2004 HC47             | 2004 HC47            | 22 квітня 2004  | Сокорро (Нью-Мексико)       | LINEAR                      |
| (116995) 2004 HN47             | 2004 HN47            | 22 квітня 2004  | Каталінський огляд          | Каталінський огляд          |
| (116996) 2004 HQ48             | 2004 HQ48            | 22 квітня 2004  | Обсерваторія Сайдинг-Спрінг | Обсерваторія Сайдинг-Спрінг |
| (116997) 2004 HC50             | 2004 HC50            | 23 квітня 2004  | Сокорро (Нью-Мексико)       | LINEAR                      |
| (116998) 2004 HV50             | 2004 HV50            | 23 квітня 2004  | Обсерваторія Галеакала      | NEAT                        |
| (116999) 2004 HG53             | 2004 HG53            | 25 квітня 2004  | Сокорро (Нью-Мексико)       | LINEAR                      |
| (117000) 2004 HU54             | 2004 HU54            | 21 квітня 2004  | Сокорро (Нью-Мексико)       | LINEAR                      |